# Якопо Пери
Якопо Пери (на италиански: Jacopo Peri), известен с псевдонима Дзадзерино (Il Zazzerino), е италиански композитор и певец, член на Флорентийската камерáта, автор на произведения, които се считат за първата опера („Дафне“, около 1597 г.), която не се е съхранила, и най-старата съхранила се опера „Евридика“ (1600 г.).
Пери учи музика при Кристофано Малвеци във Флоренция. Работи като певец и органист в местните църкви. Служи в двора на Медичите, първо като певец (тенор), после като придворен композитор. Първите му съчинения са мадригали.